# 阿萨巴斯卡瀑布
阿萨巴斯卡瀑布（Athabasca Falls）是位于加拿大阿萨巴斯卡河上游以及賈斯珀國家公園境內的瀑布，全长约30（19英里），具體位置位於加拿大艾伯塔省贾斯珀以南。阿萨巴斯卡瀑布为5级瀑布，总落差24米（79英尺） ，宽度为46米（151英尺） 。